# Мессала Віпстан Галл
Мессала Віпстан Галл (лат. Messalla Vipstanus Gallus; 10 до н. е — після 53 року) — політичний діяч ранньої Римської імперії, консул-суффект 48 року.

## Життєпис
Походив з роду вершників Віпстанів. Син Марка Віпстана Галла, консула-суффекта 18 року, та Валерії, доньки Марка Валерія Мессала Мессаліна, консула 3 року до н. е.
Про молоді роки Мессали Віпстана мало відомостей. У 48 році став консулом-суффектом разом з Луцієм Вітелієм. З 52 до 53 року обіймав посаду імператорського легата Паннонії. У 59—60 роках був проконсулом у провінції Азія. Подальша його доля невідома.

## Родина
- Луцій Віпстан Мессала, військовий трибун 69 року.
- Гай Віпстан Поблікола, жрець з 63 року.